# Ам'єн (округ)
Округ Ам'єн (фр. Arrondissement d'Amiens) — округ у Франції, в департаменті Сомма. 2023 року округ об'єднував 291 муніципалітет, населення становило 305 222 особи.
Адміністративний центр (супрефектура) — Ам'єн.

## Муніципалітети
Список муніципалітетів округу та їхні коди INSEE:
1. Авележ (80046)
2. Авен-Шоссуа (80048)
3. Аверна (80423)
4. Ажанвіль (80005)
5. Аї-сюр-Сомм (80011)
6. Аллонвіль (80020)
7. Аллуа-ле-Пернуа (80408)
8. Ам-Арденваль (80427)
9. Амеле (80412)
10. Ам'єн (80021)
11. Анденвіль (80022)
12. Анже-сюр-Сомм (80416)
13. Аргев (80024)
14. Аргель (80026)
15. Бавленкур (80056)
16. Бакуель-сюр-Сель (80050)
17. Барлі (80055)
18. Беалькур (80060)
19. Беанкур (80077)
20. Безьє (80052)
21. Беллез (80079)
22. Беллуа-Сен-Леонар (80081)
23. Беллуа-сюр-Сомм (80082)
24. Бержикур (80083)
25. Берменій (80084)
26. Бернавіль (80086)
27. Бернатр (80085)
28. Берней (80089)
29. Бертангль (80092)
30. Бертокур-ле-Дам (80093)
31. Беттамбо (80098)
32. Беттанкур-Сент-Уан (80100)
33. Бланжі-су-Пуа (80106)
34. Бланжі-Тронвіль (80107)
35. Бов (80131)
36. Боваль (80071)
37. Бовель (80130)
38. Бокам-ле-Жен (80061)
39. Бокам-ле-В'є (80062)
40. Бокен (80070)
41. Бокур-сюр-л'Аллю (80066)
42. Бомец (80068)
43. Боннвіль (80113)
44. Бонне (80112)
45. Боскель (80114)
46. Брассі (80134)
47. Бревілле (80140)
48. Бреї (80137)
49. Брель (80138)
50. Брикменій-Флоксікур (80142)
51. Брокур (80143)
52. Буаберг (80108)
53. Бугенвіль (80119)
54. Букмезон (80122)
55. Бурдон (80123)
56. Бушон (80117)
57. Бюссі-ле-Даур (80156)
58. Бюссі-ле-Пуа (80157)
59. Ваданкур (80773)
60. Варлуа-Байон (80820)
61. Варлюс (80821)
62. Варні (80819)
63. Векмон (80785)
64. Веленн (80786)
65. Вер-су-Корбі (80774)
66. Вер-сюр-Сель (80791)
67. Вержі (80788)
68. Віллер-Бокаж (80798)
69. Віллер-Бретонне (80799)
70. Віллер-Кампсар (80800)
71. Віль-ле-Маркле (80795)
72. Вільруа (80796)
73. Віньякур (80793)
74. Во-ан-Ам'єнуа (80782)
75. Во-сюр-Сомм (80784)
76. Вошель-ле-Домар (80778)
77. Врень-ле-Орнуа (80813)
78. Вуарель (80828)
79. Гізанкур (80402)
80. Гіньємікур (80399)
81. Глізі (80379)
82. Говіль (80375)
83. Горж (80381)
84. Граттпанш (80387)
85. Груш-Люшуель (80392)
86. Даур (80234)
87. Домар-ан-Понтьє (80241)
88. Домемон (80243)
89. Домлеже-Лонвілле (80245)
90. Дрей-лез-Ам'ян (80256)
91. Дроменій (80259)
92. Дуллан (80253)
93. Дюрі (80261)
94. Ебекур (80424)
95. Езекур (80439)
96. Еї (80426)
97. Екенн-Ерамекур (80276)
98. Екур-Крокуазон (80437)
99. Емберкур (80445)
100. Енанкур (80429)
101. Енваль-Буарон (80450)
102. Епекам (80270)
103. Еплесьє (80273)
104. Епоменій (80269)
105. Ерен (80013)
106. Ескам (80436)
107. Ессерто (80285)
108. Естре-сюр-Нуа (80291)
109. Етрежу (80297)
110. Жантель (80376)
111. Жезенкур (80377)
112. Ієрмон (80440)
113. Ізе (80835)
114. Кавіллон (80180)
115. Кам-ан-Ам'єнуа (80165)
116. Камон (80164)
117. Канапль (80166)
118. Канда (80168)
119. Каннесьєр (80169)
120. Каньї (80160)
121. Кардоннетт (80173)
122. Каші (80159)
123. Кевовілле (80656)
124. Кенуа-сюр-Ерен (80655)
125. Керріє (80650)
126. Клері-Сольшуа (80198)
127. Кольєр (80179)
128. Контвіль (80208)
129. Конте (80207)
130. Конті (80211)
131. Контр (80210)
132. Корбі (80212)
133. Крез (80225)
134. Круаро (80227)
135. Круї-Сен-П'єрр (80229)
136. Куазі (80202)
137. Курсель-су-Муаянкур (80218)
138. Курсель-су-Туа (80219)
139. Ла-Віконь (80792)
140. Ла-Шоссе-Тіранкур (80187)
141. Лале (80459)
142. Ламаронд (80460)
143. Ламотт-Бреб'єр (80461)
144. Ламотт-Варфюзе (80463)
145. Ланш-Сен-Ілер (80466)
146. Лауссуа (80458)
147. Лафресгімон-Сен-Мартен (80456)
148. Лашапель (80455)
149. Ле-Амель (80411)
150. Ле-Кен (80651)
151. Ле-Мазі (80522)
152. Ле-Меж (80535)
153. Ле-Меяр (80526)
154. Ле-Трансле (80767)
155. Л'Етуаль (80296)
156. Ліньєр-ан-Віме (80480)
157. Ліньєр-Шателен (80479)
158. Лонгвіллетт (80491)
159. Лонго (80489)
160. Люше (80495)
161. Льйоме (80484)
162. Марле (80515)
163. Марселькав (80507)
164. Мезероль (80544)
165. Мезікур (80503)
166. Меньє (80525)
167. Мереокур (80528)
168. Мерикур-л'Аббе (80530)
169. Мерикурт-ан-Віме (80531)
170. Метіньї (80543)
171. Мірво (80550)
172. Мольян-Дрей (80554)
173. Мольян-о-Буа (80553)
174. Монсюр (80558)
175. Монтань-Фаєль (80559)
176. Монтіньї-ле-Жонглер (80563)
177. Монтіньї-сюр-л'Аллю (80562)
178. Монтонвілле (80565)
179. Морвілле-Сен-Сатюрнен (80573)
180. Моркур (80569)
181. Муаянкур-ле-Пуа (80577)
182. Муфлієр (80575)
183. Нам-Меній (80582)
184. Нампті (80583)
185. Наур (80584)
186. Невіллетт (80596)
187. Невіль-Коппгель (80592)
188. Невіль-о-Буа (80591)
189. Нелетт (80587)
190. Нель-л'Опіталь (80586)
191. О-де-Сель (80485)
192. Обіньї (80036)
193. Оккош (80602)
194. Оматр (80040)
195. Омон (80041)
196. Оремо (80611)
197. Орнуа-ле-Бур (80443)
198. Оте (80042)
199. Отьєль (80044)
200. Оффіні (80604)
201. Пернуа (80619)
202. П'єррго (80624)
203. Пікіньї (80622)
204. Піссі (80626)
205. Плаші-Бвіон (80627)
206. Пон-де-Мец (80632)
207. Пон-Нуаєль (80634)
208. Прувіль (80642)
209. Прузель (80643)
210. Пуа-де-Пікарді (80630)
211. Пуленвіль (80639)
212. Рамбюр (80663)
213. Ревель (80670)
214. Ременій (80666)
215. Рем'янкур (80668)
216. Реннвіль (80661)
217. Рибмон-сюр-Анкр (80672)
218. Рибокур (80671)
219. Ривері (80674)
220. Рюбампре (80686)
221. Рюміньї (80690)
222. Р'янкур (80673)
223. Савез (80730)
224. Саї-ле-Сек (80694)
225. Саї-Лоретт (80693)
226. Сале (80724)
227. Салуель (80725)
228. Сантелі (80734)
229. Се (80735)
230. Сен-ан-Ам'єнуа (80696)
231. Сен-Вааст-ан-Шоссе (80722)
232. Сен-Гратьян (80704)
233. Сен-Жермен-сюр-Брель (80703)
234. Сен-Леже-ле-Домар (80706)
235. Сен-Леже-сюр-Брель (80707)
236. Сен-Мольві (80709)
237. Сенарпон (80732)
238. Сен-Совер (80718)
239. Сен-Софліє (80717)
240. Сен-Фюсьян (80702)
241. Сент-Ашель (80697)
242. Сент-Обен-Монтенуа (80698)
243. Сент-Обен-Рив'єр (80699)
244. Сент-Сегре (80719)
245. Сент-Уан (80711)
246. Серизі-Бюле (80183)
247. Серизі (80184)
248. Сессваль (80723)
249. Сольшуа-су-Пуа (80728)
250. Су (80738)
251. Сюркам (80742)
252. Таї (80744)
253. Тальма (80746)
254. Тезі-Глімон (80752)
255. Терраменій (80749)
256. Тре (80769)
257. Туа (80757)
258. Тьєллуа-л'Аббе (80754)
259. Тьєллуа-ла-Віль (80755)
260. Уазмон (80606)
261. Уассі (80607)
262. Утребуа (80614)
263. Фамешон (80301)
264. Феррієр (80305)
265. Ф'єфф-Монреле (80566)
266. Флері (80317)
267. Флессель (80316)
268. Фліксекур (80318)
269. Флюї (80319)
270. Фонтен-ле-Сек (80324)
271. Форсвіль-ан-Віме (80330)
272. Фоссманан (80334)
273. Фрамікур (80343)
274. Франвілле (80350)
275. Франквіль (80346)
276. Франсю (80348)
277. Фремонтьє (80352)
278. Френ-Тійолуа (80354)
279. Френевіль (80355)
280. Френуа-Анденвіль (80356)
281. Френуа-о-Валь (80357)
282. Фреттквісс (80361)
283. Фрешанкур (80351)
284. Фрикам (80365)
285. Фроан-сюр-Оті (80369)
286. Фукокур-Ор-Нель (80336)
287. Фурдринуа (80341)
288. Фурсіньї (80340)
289. Фуюа (80338)
290. Ф'янвілле (80310)
291. Шипії (80192)